# Aechmea leptantha
Aechmea leptantha är en gräsväxtart som först beskrevs av Hermann August Theodor Harms, och fick sitt nu gällande namn av Elton Martinez Carvalho Leme och José A. Siqueira Filho. Aechmea leptantha ingår i släktet Aechmea och familjen Bromeliaceae. Inga underarter finns listade i Catalogue of Life.